# 伊爾瓦涅齊河 (列夫納河支流)
伊爾瓦内茨河（烏克蘭語：Ірванець），是烏克蘭北部的河流，屬於列夫納河的左支流。該河發源自波皮夫卡，流經切爾尼希夫州的諾夫霍羅德-錫韋爾斯基區，河道全長35公里，流域面積491平方公里。